# Alan Corbel
Alan Corbel est un compositeur et chanteur français.

## Biographie
Alan Corbel est auteur-compositeur-interprète.
En Angleterre, pendant quatre années, il apprend le métier de luthier du quatuor à cordes. Rentré en France en 2004, auteur anglophone, il prête sa plume et sa voix à différents projets musicaux (The Milk, Yosh...). En 2006, il crée un spectacle hybride mêlant spokenword, chanson et musique avec le trio, Les triporteurs de mots.
Au même moment, il fonde son premier duo avec la violoncelliste Soazig Le Lay, Megalux, mais Soazig disparait prématurément et Alan se lance dans une carrière solo, en anglais. 
En 2009 son premier EP sort chez Wagram Publishing et il assure les premières parties de Miossec lors de sa tournée en France, en Belgique et en Suisse. Ces quatre titres dont la réalisation est assurée par Edith Fambuena rentrent sur la playlist de France Inter et Alan participe à de nombreuses émissions live.
En 2010, il réunit des textes en un recueil de poèmes "Illusions Chronophages" et en parallèle continue sa carrière d’artiste avec des premières parties telles que celle de Pete Doherty, Yodelice, Jay Jay Johanson. Il écrit et compose également pour Chris Stills.
En 2012, sort son premier album, Dead Men Chronicles, réalisé par Bertrand Belin. Cet album est produit par Capture, label créé par Manu Katché, sous licence chez le label Cinq7. Il est sélection FIP et est diffusé sur France Inter, RTL.. Alan est programmé également en Live sur Arte, France 5, France Ô…
Juillet 2014, il compose l’ensemble de la musique de La nuit des Rois de Shakespeare par la compagnie Théâtre d’Air, en collaboration avec Anne-Claude Romarie. Une tournée emmène la troupe dans les théâtres nationaux à partir de 2015 et continuera en 2017. Cette période théâtrale lui permet de trouver le temps d’un retour en studio, et de préparer un nouvel opus, Like a ghost again.
2016 est l'année Label Charrues. Accompagné par ce projet, une tournée a lieu dans l'ouest et se termine au festival des Vieilles Charrues en juillet. L'EP "That City" sort en Octobre et le single éponyme est diffusé sur FIP. S'ensuivront une date sur la summer stage de Central Park à New-York et au festival Bars En Trans à Rennes. 
L'album "Like a ghost again" sort le 3 mars 2017 sur le label Megalux Productions. On y retrouve les musiciens live d'Alan Corbel mais aussi Albin de la Simone aux claviers et Jean-Baptiste Brunhes aux manettes.